# Louise Bertram
Frances Louise Bertram, po mężu Hulbig (ur. 30 marca 1908 w Toronto, zm. 18 października 1996 w Aurora) – kanadyjska łyżwiarka figurowa, startująca w parach sportowych ze Stewartem Reburnem. Uczestniczka igrzysk olimpijskich (1936), brązowa medalistka mistrzostw Ameryki Północnej (1936) oraz mistrzyni Kanady (1935).
Bertram i Redburn byli nazywani „Fredem Astaire i Ginger Rogers lodowego świata” ze względu na doskonałą interpretację muzyki. Cechowali się innowacyjnym stylem jazdy, przez co byli chętnie zatrudniani przy udziale w rewiach łyżwiarskich. Bertram i Redburn występowali wspólnie do października 1938 roku. Ich rozstanie było spowodowane wybraniem Reburna przez trzykrotną mistrzynię olimpijską, Norweżkę Sonję Henie na swojego partnera podczas rewii łyżwiarskich. Bertram i Reburn zostali pośmiertnie członkami Galerii Sław Skate Canada w 2015 roku.

## Osiągnięcia
Z Stewartem Reburnem
| Zawody                        | 1934           | 1935           | 1936           |                |                |                |                |                |                |                |                |                |                |                |                |                |                |
| Międzynarodowe                | Międzynarodowe | Międzynarodowe | Międzynarodowe | Międzynarodowe | Międzynarodowe | Międzynarodowe | Międzynarodowe | Międzynarodowe | Międzynarodowe | Międzynarodowe | Międzynarodowe | Międzynarodowe | Międzynarodowe | Międzynarodowe | Międzynarodowe | Międzynarodowe | Międzynarodowe |
| ----------------------------- | -------------- | -------------- | -------------- | -------------- | -------------- | -------------- | -------------- | -------------- | -------------- | -------------- | -------------- | -------------- | -------------- | -------------- | -------------- | -------------- | -------------- |
| Igrzyska olimpijskie          |                |                | 6              |                |                |                |                |                |                |                |                |                |                |                |                |                |                |
| Mistrzostwa świata            |                |                | 4              |                |                |                |                |                |                |                |                |                |                |                |                |                |                |
| Mistrzostwa Ameryki Północnej |                | 3              |                |                |                |                |                |                |                |                |                |                |                |                |                |                |                |
| Krajowe                       |                |                |                |                |                |                |                |                |                |                |                |                |                |                |                |                |                |
| Mistrzostwa Kanady            | 2              | 1              |                |                |                |                |                |                |                |                |                |                |                |                |                |                |                |

## Nagrody i odznaczenia
- Galeria Sławy Skate Canada – 2015